# فيرجيل أكينس
فيرجيل أكينس (بالإنجليزية: Virgil Akins)‏ مواليد 10 مارس 1928 في سانت لويس - الوفاة 22 يناير 2011 في سانت لويس، الولايات المتحدة، كان ملاكم أمريكي سابق. فاز ببطولة وزن الويلتر في سنة 1958.

## إحصائيات
خاض خلال مسيرته 92 نزالا، فاز في 59 وتعادل في 2 وخسر في 31. فاز بالضربة القاضية في 34 نزالا.

## روابط خارجية
- فيرجيل أكينس على موقع بوكس ريك (الإنجليزية) (registration required)